# QT Водолея
QT Водолея (лат. QT Aquarii) — карликовая новая, двойная катаклизмическая переменная звезда типа U Близнецов (UG) в созвездии Водолея на расстоянии (вычисленном из значения параллакса) приблизительно 8146 световых лет (около 2498 парсеков) от Солнца. Видимая звёздная величина звезды — от +19m до +16,6m.

## Характеристики
Первый компонент — аккрецирующий белый карлик.